# Chrysophyllum acreanum
Chrysophyllum acreanum – gatunek drzew należących do rodziny sączyńcowatych. Występuje w Ameryce Południowej, m.in. na obszarze Brazylii, Boliwii i Peru.